# Urjupinszki járás

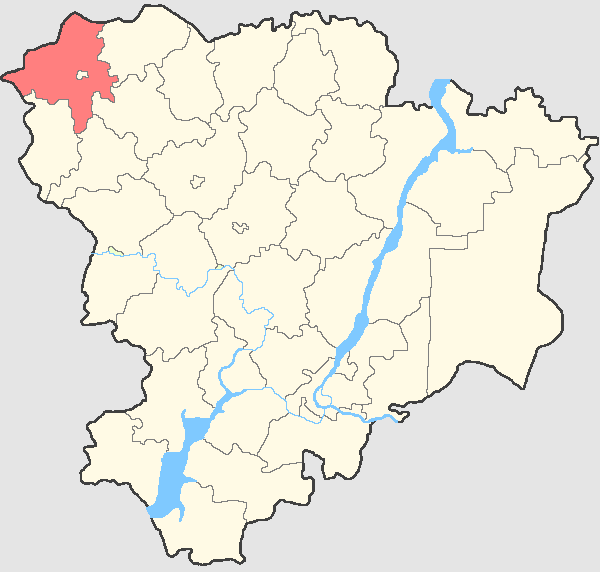
Az Urjupinszki járás a Volgográdi területen

Az Urjupinszki járás (oroszul Урюпинский район) Oroszország egyik járása a Volgográdi területen. Székhelye Urjupinszk.

## Népesség
- 1989-ben 33 266 lakosa volt.
- 2002-ben 30 615 lakosa volt.
- 2010-ben 28 775 lakosa volt, melyből 27 179 orosz, 366 cigány, 239 ukrán, 142 örmény, 57 tatár, 55 lezg, 53 kazah, 49 azeri, 48 csuvas, 46 német, 41 fehérorosz, 39 moldáv, 31 üzbég, 23 udmurt, 21 mari, 21 mordvin, 18 grúz, 14 koreai, 10 agul, 10 avar stb.